# Lego Ideas
Lego Ideas là một cộng đồng trực tuyến về chia sẻ ý tưởng những bộ ghép hình từ người sử dụng Lego. Tất cả mọi người trên cộng đồng này đều có thể nói lên ý tưởng của họ và người khác có thể tương tác, bày tỏ sự thích thú với ý tưởng đó. Cách hoạt động này có phần tương tự với đồng sáng tạo. Khi ý tưởng đạt được mốc 10.000 người ủng hộ, nó sẽ được chuyển đến bộ phận quản lí, xem xét, tiến hành hiện thực hóa ý tưởng đó thành sản phẩm và bán ra thị trường. Người chủ sở hữu ý tưởng tuyệt vời này sẽ nhận được 1% lợi nhuận từ sản phẩm, gọi là phí bản quyền. Tập đoàn LEGO đã vận dụng tiềm năng của crowdsourcing để thực hiện chiến lược truyền thông tiếp thị đỉnh sao, thay đổi hoàn toàn hình ảnh về đồ chơi lego trong mắt người tiêu dùng trên toàn cầu.

## Bối cảnh
Lego Ideas lần đầu tiên được giới thiệu là một nhánh của trang web Cuusoo của Nhật Bản, được điều hành dưới dạng hợp tác giữa công ty đó và Tập đoàn Lego. Với tiêu đề Lego Cuusoo, trang web đã được gắn nhãn là một trang web thử nghiệm và duy trì như vậy cho đến khi công bố Lego Ideas là một sản phẩm hoàn chỉnh. Năm 2014, nền tảng chuyển sang Chaordix.

## Thành viên của cộng đồng
- Nhóm thành viên: những người yêu thích các sản phẩm đồ chơi của Lego. Bên cạnh đó, họ có những ý kiến, sáng tạo riêng về các loại đồ chơi trẻ em và đóng góp cho Lego để biến những ý kiến đó thành sự thật.
- Nhóm founder, support: họ điều phối, đảm bảo các quy tắc, hỗ trợ, tiếp nhận ý kiến của các thành viên trong cộng đồng, gắn kết các thành viên trong cộng đồng, hướng họ chủ động sáng tạo các ý tưởng về đồ chơi cho trẻ em.

### Đặc điểmnhân khẩu học
- Nhóm thành viên: những khách hàng đặc biệt của Lego. Họ là những người hâm mộ, có đam mê và được thỏa sức sáng tạo những dự án đồ chơi xếp hình theo ý tưởng cá nhân. Người tham gia cộng đồng gồm cả trẻ em và người lớn có thể khác nhau về vị trí địa lí, ngành nghề, nhưng họ có mối quan hệ, có điểm chung là quan tâm đến đồ chơi trẻ em, đặc biệt là các loại đồ chơi của Lego.
- Nhóm founder, support: họ có thể là thành viên trong công ty, đối tác của Lego,... họ có thể là bất cứ ai, ở đâu, tuổi tác khác nhau nhưng họ có điểm chung là họ sẽ quản lý cộng đồng này để cộng đồng phát triển hơn nữa theo mục tiêu, tầm nhìn, sứ mạng mà Lego đã đề ra.

### Đặc điểm hành vi
- Nhóm thành viên: trao đổi thông tin, bàn luận, giao tiếp cùng nhau về các sản phẩm Lego, về các ý kiến mới cho sản phẩm, lắng nghe ý kiến của các thành viên khác, thể hiện ý kiến cá nhân trên cộng đồng.
- Nhóm founder, support: xử lí kĩ thuật, các vấn đề về nội quy chuẩn mực, tiếp nhận, chọn lọc các ý kiến cá nhân về đồ chơi trẻ em, có các hoạt động gắn kết mọi người, dẫn dắt mọi người giao tiếp nhiều hơn với nhau, để phát triển cộng đồng.

### Lí do tham gia
- Nhóm thành viên: theo dõi, lắng nghe, góp ý, đóng góp ý kiến sáng tạo của mình về đồ chơi trẻ em và biến những ý kiến đó thành sản phẩm thực sự, được mọi người công nhận và được bán trên thị trường bởi Lego. Khi có đủ 10.000 người ủng hộ thì dự án sẽ được chuyển tới tay những người đứng đầu tập đoàn để xét duyệt tính khả thi và phát triển thành một dòng sản phẩm đồ chơi bán ra thị trường.
- Nhóm founder, support: gắn kết khách hàng của Lego, tăng độ nhận diện thương hiệu, tìm kiếm ý tưởng cho các sản phẩm tiếp theo. Nhờ các ý kiến, sáng tạo đến từ cộng đồng mà các sản phẩm của Lego đáp ứng nhu cầu khách hàng tốt hơn (do nắm được insight của khách hàng).

### Lợi ích cho thành viên
- Các tính năng để tham gia: theo dõi, thể hiện cảm xúc, chia sẻ, bình luận, thể hiện các ý tưởng cá nhân.
- Hoạt động: thể hiện các ý tưởng cá nhân về đồ chơi trẻ em, đánh giá, góp ý, bàn luận về các loại đồ chơi Lego.

## Giai đoạn phát triển trongcộng đồng trực tuyến
Lego Ideas sau gần 10 năm thành lập (chính thức thành lập năm 2011) đã đạt đến giai đoạn phân bào (mitosis). Họ có:
- Nhiều nhóm nhỏ được hình thành và phát triển vững mạnh như 10K Club member, Lead User lab Team, LEGO Ideas Team.
- Đồng thời dựa trên nền tảng của LEGO Ideas, có 02 cộng đồng trực tuyến phát triển là Lego Life dành cho trẻ em có 6 triệu thành viên, nơi chủ yếu để trẻ em là tải lên hình ảnh về những sáng tạo của riêng chúng; và Lego Boost, được ra mắt vào tháng 8/2019, cho phép trẻ em gắn đồ chơi Lego của chúng vào các bộ phận cảm biến để chúng có thể được lập trình và đáp ứng với chuyển động, thậm chí là nói chuyện.[5]

## Lợi ích mang lại cho LEGO Group
- Ý tưởng sử dụng ưu thế đám đông, bắt nguồn từ phương pháp tùy biến đại chúng để tạo nên các thiết kế mang tính sáng tạo là một cách tuyệt vời để kết nối với các khách hàng. Hẳn là người hâm mộ nào cũng từng ấp ủ mong muốn một lần có thể trở thành một nhà thiết kế cho những bộ đồ chơi Lego. Và Lego Ideas đã giúp họ hiện thực hóa mơ ước.Tại đây, người hâm mộ có thể tự tạo nên những dự án đồ chơi xếp hình theo ý tưởng cá nhân, và khi có đủ 10.000 người ủng hộ thì dự án sẽ được chuyển tới tay những người đứng đầu tập đoàn để xét duyệt tính khả thi và phát triển thành một dòng sản phẩm đồ chơi bán ra thị trường. Nhờ LEGO Ideas, Lego đã chuyển đổi thành công từ lối kinh doanh sản xuất đơn giản cho khách hàng sang xây dựng một cộng đồng gắn kết với thương hiệu.
- Với LEGO Ideas, Lego đã kết nối những người hâm mộ tuổi teen và trưởng thành của Lego, tiếp cận những người đã hết lòng lên ý tưởng cho các bộ Lego mới. Nền tảng LEGO Ideas biết cách tận dụng đam mê tự nhiên của các thành viên cộng đồng phù hợp với lợi ích riêng của LEGO.
- Khoảng năm 2008, Cộng đồng “Lego Ideas” đã tương tác với cộng đồng AFOL - là một nhóm người hâm mộ Lego ở độ tuổi trưởng thành. Đây là mốc sự kiện quan trọng khi Lego đang đứng bên bờ vực phá sản, nó làm thay đổi thế cục, đưa Lego thoát khỏi khủng hoảng và vực dậy một cách vững mạnh.[6]
- Doanh số của Lego đã có cải tiến đáng kể nhờ hiệu ứng chia sẻ của cộng đồng LEGO Ideas. Thương hiệu đồ chơi đắt giá Lego Group có giá trị 7,57 tỷ USD - trở thành thương hiệu đồ chơi đắt giá nhất hành tinh cho đến nay, theo Brand Finance. Giá trị thương hiệu của nó được tạo thành từ các yếu tố bao gồm hiệu quả kinh doanh và giá trị của thương hiệu.[7]
- Việc ứng dụng internet tạo networking giúp truyền tải sứ mệnh, thông điệp một cách trọn vẹn cho khách hàng và cho cả nhân viên.

## Phát triển cộng đồng[1]

### Những nguồn lực hiện đang có
- LEGO Ideas là web cộng đồng to lớn và có niềm tin, sự yêu thích đối với thương hiệu đồ chơi LEGO - thương hiệu đồ chơi hàng đầu thế giới với hơn 80 năm kinh nghiệm hình thành và phát triển.
- Chiến lược marketing mạng xã hội có tính gắn kết với khách hàng cao, đồng thời là thương hiệu đặt ưu tiên hàng đầu cho việc truyền cảm hứng cho cộng đồng người dùng.
- Lượng người dùng lớn và có niềm đam mê đặc biệt với đồ chơi lego, sẵn sàng chia sẻ ý tưởng trên cộng đồng
- Đã tạo được một cộng đồng trải nghiệm thực sự. Những người dùng không chỉ nói về ý tưởng mà còn có hiểu biết, phản hồi, kinh nghiệm giúp đỡ những người dùng đã và đang bước chân và LEGO Ideas.

### Rào cản
- Việc đánh cắp ý tưởng có thể gây mất lòng tin của người dùng trong cộng đồng và khiến họ có thái độ dè chừng khi xây dựng ý tưởng trên đây.
- Sự e ngại của người dùng khi họ đóng góp ý tưởng.
- Người gia nhập cộng đồng LEGO Ideas nên là những người đóng góp ý tưởng cho thương hiệu mình yêu thích vì đam mê, trải nghiệm hơn là việc mong muốn ý tưởng của mình trở thành một dòng sản phẩm nổi bật có thể kiếm tiền.

## Quy trình gửi ý tưởng của người dùng

### Giai đoạn gửi ý tưởng
Người dùng sẽ thể hiện ý tưởng của mình bằng cách kết hợp một mô tả bằng văn bản về ý tưởng và một mô hình Lego mẫu thể hiện khái niệm. Khi ý tưởng này được đưa lên web thì những người dùng khác trong cộng động cũng có thể xem được. Mục tiêu của mỗi dự án là được sự ủng hộ bởi 10.000 người dùng khác nhau, điều này sẽ giúp dự án có đủ điều kiện để được xem xét. Ban đầu, các dự án sẽ được lưu giữ trên trang web Cuusoo/Ideas trong tối đa hai năm và sau đó gỡ xuống nếu dự án không đạt được 10.000 phiếu ủng hộ cần thiết. Lego idea sau đó đã thay đổi ngưỡng phiếu bầu và chia chúng theo từng giai đoạn bao gồm số lượng tối thiểu 100 phiếu trong 60 ngày đầu tiên sau khi gửi hoặc ý tưởng sẽ được gỡ bỏ, sau đó là giai đoạn một năm để đạt được 1.000 phiếu, sáu tháng nữa để đạt 5.000 phiếu và cuối cùng là sáu tháng cuối cùng để đạt được mốc 10.000 phiếu ủng hộ.
Ban đầu, không có giới hạn về quy mô và phong cách của các dự án, bất cứ điều gì đều được phép. Sau khi các bộ ý tưởng bắt đầu bị từ chối với nhiều lý do như là không hợp lý, ý tưởng liên quan tới đối thủ hay là quá nhạy cảm, Lego Ideas đã công bố các hạn chế về nội dung bao gồm việc không sử dụng khuôn mẫu mới, cấm các ý tưởng thuộc sở hữu trí tuệ của các công ty đồ chơi đối thủ và cấm nội dung người lớn. Lego Ideas tiếp tục hạn chế đệ trình dự án vào tháng 6 năm 2016 bằng cách giới hạn kích thước của dự án tối đa 3.000 mảnh, cấm bất kỳ dự án nào sao chép vũ khí kích thước thật và bất kỳ dự án nào dựa trên tài sản trí tuệ đã được sản xuất bởi Lego Ideas/Cuusoo
Tất cả các dự án đã đủ điều kiện sẽ được xem xét chung theo thứ tự, bất kỳ dự án nào đạt 10.000 người ủng hộ trong bất kỳ thời hạn nào trong ba thời hạn là tháng một, tháng năm hoặc tháng chín hằng năm sẽ được chuyển sang giai đoạn sau

### Giai đoạn kiểm tra lại
Do số lượng dự án dựa trên những ý tưởng mà Tập đoàn Lego sẽ từ chối ngày càng tăng, Lego Ideas đã cải tiến các tiêu chuẩn đệ trình của mình trong nhiều năm qua.
Kể từ khi thành lập, một số bộ đã đạt ngưỡng 10.000 phiếu bầu đã bị từ chối trong quá trình đánh giá vì nhiều lý do. Một số bộ được dựa trên các sở hữu trí tuệ cụ thể đã bị từ chối do vấn đề nội dung được trình bày. Bất kỳ chủ đề nào liên quan đến rượu, tình dục, ma túy, tài liệu tham khảo tôn giáo, chiến tranh sau Thế chiến II hoặc dựa trên một game bắn súng góc nhìn thứ nhất đều được coi là không phù hợp với những người hâm mộ Lego trẻ tuổi. Các dự án khác đã bị từ chối bao gồm những dự án có ý tưởng dựa trên My Little Pony: Friendship Is Magic do tài sản thuộc sở hữu của nhà sản xuất đồ chơi đối thủ Hasbro, một số bộ dựa trên The Legend of Zelda do phải tạo quá nhiều thứ giống  khuôn mẫu gốc, mặc dù Lego không loại trừ hoàn toàn các dự án khác dựa vì có thể nhượng quyền thương mại. Trong đánh giá đầu tiên năm 2015, được công bố vào tháng 10 năm 2015, lần đâu tiền không có dự án nào được chọn vì tât cả dự án đã bị từ chối vì nhiều lý do. Nhiều dự án trong số này sẽ không đáp ứng các tiêu chuẩn đệ trình sửa đổi được ban hành vào tháng 6 năm 2016.

### Giai đoạn sản xuất
Nếu sản phẩm được đưa ra sản xuất, nó sẽ được phát triển thêm bởi các nhà thiết kế LEGO và mô hình cuối cùng sẽ được phát hành dưới dạng một bộ chính thức dưới biểu ngữ "Lego Ideas". Người dùng đã tạo dự án của họ nhận được mười bản sao của bộ cuối cùng, cũng như 1% tiền bản quyền từ doanh thu thuần của sản phẩm.

## Các ý tưởng đã được sản xuất
Đã có 30 bộ được sản xuất tính đến hiện nay.
| STT  | Bộ    | Tên dự án                                                | Tên bộ                                       | Ngày phát hành                             | Tên tác giả (tên tài khoản)                              |
| ---- | ----- | -------------------------------------------------------- | -------------------------------------------- | ------------------------------------------ | -------------------------------------------------------- |
| #001 | 21100 | Shinkai Expedition                                       | Shinkai 6500 Submarine                       | 17-02-2011 (Nhật Bản)                      | (at_guy)                                                 |
| #002 | 21101 | Asteroid Exploration Spacecraft Hayabusa                 | Hayabusa                                     | 01-03-2012 (Nhật Bản) 11-07-2012 (Quốc tế) | Daisuke Okubo (daisuke)                                  |
| #003 | 21102 | Lego Minecraft                                           | Minecraft Micro World                        | 01-06-2012                                 | Mojang                                                   |
| #004 | 21103 | Back to the Future DeLorean Time Machine                 | The DeLorean Time Machine                    | 01-08-2013                                 | Masashi Togami & Sakuretsu                               |
| #005 | 21104 | Mars Science Laboratory Curiosity Rover                  | NASA Mars Science Laboratory Curiosity Rover | 01-01-2014                                 | Stephen Pakbaz (Perijove)                                |
| #006 | 21108 | Ghostbusters 30th Anniversary                            | Ghostbusters Ecto-1                          | 01-06-2014                                 | Brent Waller (BrentWaller)                               |
| #007 | 21109 | Exo Suit                                                 | Exo Suit                                     | 01-08-2014                                 | Peter Reid (PeterReid)                                   |
| #008 | 21110 | Female Minifigure Set                                    | Research Institute                           | 01-08-2014                                 | Ellen Kooijman (Alatariel)                               |
| #009 | 21301 | LEGO Bird Project                                        | Birds                                        | 01-02-2015                                 | Tom Poulsom (DeTomaso)                                   |
| #010 | 21302 | The Big Bang Theory                                      | The Big Bang Theory                          | 01-08-2015                                 | Ellen Kooijman (Alatariel)                               |
| #011 | 21304 | Doctor Who and Companions                                | Doctor Who                                   | 01-12-2015                                 | Andrew Clark (AndrewClark2)                              |
| #012 | 21303 | WALL-E                                                   | WALL-E                                       | 01-09-2015                                 | Angus MacLane (MacLane)                                  |
| #013 | 21305 | Labyrinth Marble Maze                                    | Maze                                         | 01-04-2016                                 | Jason Allemann (JKBrickworks)                            |
| #014 | 21307 | Caterham Super Seven                                     | Caterham Seven 620R                          | 01-10-2016                                 | Carl Greatrix (bricktrix_Carl)                           |
| #015 | 21306 | Beatles Yellow Submarine                                 | The Beatles Yellow Submarine                 | 01-11-2016                                 | Kevin Szeto (kevinszeto)                                 |
| #016 | 21308 | Brick-built Adventure Time figures                       | Adventure Time                               | 26-12-2016                                 | Ludovic Piraud (aBetterMonkey)                           |
| #017 | 21309 | Apollo 11 Saturn V                                       | NASA Apollo Saturn V                         | 01-06-2017                                 | Felix Stiessen (saabfan) Valérie Roche (whatsuptoday)    |
| #018 | 21310 | Old Fishing Store                                        | Old Fishing Store                            | 01-09-2017                                 | Robert Bontenbal (RobenAnne)                             |
| #019 | 21312 | Women of NASA                                            | Women of NASA                                | 01-11-2017                                 | Maia Weinstock (20tauri)                                 |
| #020 | 21313 | Ship In A Bottle, The Flagship Leviathan                 | Ship in a Bottle                             | 01-02-2018                                 | Jacob Sadovich (JakeSadovich77)                          |
| #021 | 21314 | Tron Legacy Light Cycle                                  | TRON: Legacy                                 | 31-03-2018                                 | Tom & Drew (BrickBros UK)                                |
| #022 | 21311 | Voltron - Defender of the Universe                       | Voltron                                      | 01-08-2018                                 | Leandro Tayag (len_d69)                                  |
| #023 | 21315 | Pop-Up Book                                              | Pop-Up Book                                  | 01-11-2018                                 | Jason Allemann (JKBrickworks) Grant Davis (Grant_Davis_) |
| #024 | 21316 | The Flintstones                                          | The Flintstones                              | 01-03-2019                                 | Andrew Clark (AndrewClark2)                              |
| #025 | 21317 | Steamboat Willie                                         | Steamboat Willie                             | 01-04-2019                                 | Máté Szabó (szabomate90)                                 |
| #026 | 21318 | Treehouse                                                | Tree House                                   | 01-08-2019                                 | Kevin Feeser (KevinTreeHouse)                            |
| #027 | 21319 | The Central Perk Coffee of Friends                       | Central Perk                                 | 01-09-2019                                 | Aymeric Fievet (Mric76)                                  |
| #028 | 21320 | Dinosaurs Fossils Skeletons - Natural History Collection | Dinosaur Fossils                             | 01-11-2019                                 | Jonathan Brunn (Mukkinn)                                 |
| #029 | 21321 | International Space Station                              | International Space Station                  | 01-02-2020                                 | Christoph Ruge (XCLD)                                    |
| #030 | 21322 | The Pirate Bay                                           | Pirates of Barracuda Bay                     | 01-04-2020                                 | Pablo Sánchez Jiménez (Bricky–Brick)                     |